# Stenosticta sibensis
Stenosticta sibensis là một loài bướm đêm trong họ Noctuidae.